# Développement d'applications sur réseaux à valeur ajoutée
Développement d'applications sur réseaux à valeur ajoutée (DARVA) est une société spécialisée en échange de données informatisées (EDI) et solutions Internet pour les métiers de l’assurance. Son siège social est à Chauray, à la périphérie de Niort, dans les Deux-Sèvres (79), en France.
Fondée en 1988 sous l’impulsion des mutuelles GMF, MACIF, MACSF, MAIF et des organisations professionnelles, sa vocation est de contribuer à la simplification des relations entre les systèmes informatiques des assureurs et ceux de leurs partenaires dans le cadre des échanges de données pour l’assurance automobile, habitation et santé.
L’objectif est de réduire les échanges papier et de limiter, pour les entreprises, les investissements en informatique et en télécommunications, afin de se consacrer pleinement à leur activité professionnelle tout en réduisant leurs coûts de gestion.

## Historique
- 1988 : Développement d'applications sur réseaux à valeur ajoutée (DARVA) est créée le 24 avril, d’après l’idée commune de Jacques Vandier et de Michel d’Araujo, soutenus par la GMF, la MACIF, la MACSF et la MAIF et plusieurs organisations professionnelles (CINTRA, CSNEAF, CSNEAMI, CNPA, FNA, etc..). DARVA est constituée sous la forme d’une société anonyme (unité économique et sociale) au capital variable de 1 500 000 francs. Son siège social est fixé à Niort. Michel d’Araujo est nommé président-directeur général. L’objectif de DARVA est de proposer aux assureurs et à leurs partenaires des solutions EDI pour faciliter et accélérer le traitement des dossiers sinistres automobiles.
- 1989 : le 17 novembre, la MAAF et la SMACL entrent au capital.
- 1992 : Début de l’EDI pour les échanges en santé entre les professionnels de la santé, les organismes complémentaires et les régimes obligatoires.
- 1995 : Le 23 juin, la Matmut entre au capital.
- 1996 : Le 1er octobre, la forme juridique de DARVA évolue vers une société anonyme avec conseil d’administration. Michel d’Araujo est nommé président et Nacer Mechri directeur général. Cette même année, DARVA s’installe sur la Technopôle de la Venise Verte, toujours à Niort.
- 1999 : Le 7 juin, le mode d’administration et de direction passe sous la forme d’une société anonyme à directoire et conseil de surveillance. Jean-Pierre Nessi est nommé président du directoire et Michel d’Araujo président du conseil de surveillance.
- 2001 : Le 27 juin, nomination de Nacer Mechri au poste de président du directoire en remplacement de Jean-Pierre Nessi. Roger Iseli (MACIF) est nommé président du conseil de Surveillance.
- 2004 : Le 26 mars, Jean-Claude Louise (MAIF) est nommé président du conseil de surveillance. Le 16 décembre 2004, cession de l'activité santé et création de la filiale DARVA Santé pour l’échange des flux santé.
- 2008 : Le 1er janvier, nomination de Jean-Claude Wozna au poste de président du directoire. L’activité de la filiale DARVA Santé est reprise par DARVA le 26 novembre.
- 2009 : Le 23 juin, nomination de François Le Neveu (Matmut) au poste de président du conseil de surveillance.
- 2010 : Le siège social de DARVA est transféré à Chauray et permet à l'ensemble des collaborateurs d'être réunis sur un seul site. Le 10 juin 2010, l'actionnariat s'élargit[2], DARVA ouvre son capital à de nouveaux actionnaires avec l’arrivée de nouveaux acteurs de l’assurance : ALLIANZ, AXA, GENERALI, GROUPAMA et MMA aux côtés des actionnaires fondateurs (GMF, MAAF, MACIF, MACSF, MAIF et MATMUT). Le capital est porté à 2 800 791 €.
- 2011 : Le 24 juin, nomination de Michel Gougnard (également directeur général de Covéa et président de Fidelia Assistance) au poste de président du conseil de surveillance.
- 2014 : Le 16 décembre, nomination de Nicolas Siegler (également Directeur Délégué Systèmes d'Information de la Maif) au poste de président du conseil de surveillance.
- 2017 : Le 30 juin, une nouvelle ouverture du capital social a donné lieu à l’entrée de la FSE (Fédération des Sociétés d’Expertise) et des sociétés d’assurance, ABEILLE Assurances (anciennement AVIVA France) et la SMABTP (Groupe SMA). ). Le capital est porté à 6 339 190 €. Le 29 septembre, nomination de Christian Garrez au poste de président du directoire.
- 2018 : Le 28 septembre, DARVA se transforme en Société par Action Simplifiée « SAS ». L'entreprise compte 135 collaborateurs.
- 2020 : A fin 2020, l'entreprise compte 150 collaborateurs.

## Compétences et solutions
Les solutions proposées par DARVA sont conçues pour répondre aux besoins des marchés de l’assurance de biens et de personnes. Leur objectif est d’accélérer le traitement des dossiers et de faciliter les échanges entre les assureurs et leurs partenaires : courtiers, experts, réparateurs, plateformes de réparation, etc.. sans oublier les professionnels de santé, les régimes obligatoires et les complémentaires de santé. Aujourd'hui, DARVA compte plus de 16.400 sites utilisateurs de ses solutions.
DARVA a développé des normes (Arcauto, Norme 2005) pour l’échange de données informatisé : l’EDI. Les messages EDI, structurés et codifiés remplacent les flux papier et assurent une meilleure communication entre les différents acteurs. Ces messages sont également disponibles via des extranets sécurisés et personnalisés.
DARVA a élaboré sa propre norme avec l’ensemble des partenaires des secteurs automobile et habitation en France. Pour la santé, elle est compatible également avec l’ensemble des normes du marché français. La norme DARVA permet aux utilisateurs d’échanger dans un même langage, tous les documents (ordre de mission, avis de sinistre, rapport d’expertise, facture, devis, décompte…) sans souci de compatibilité informatique entre les nombreux systèmes informatiques. Les solutions DARVA et les normes évoluent en permanence en concertation avec les utilisateurs.
Installée dans ses propres locaux, elle met à profit ses vastes espaces techniques pour proposer des solutions d’hébergement destinées aux équipements informatiques et aux applications métiers.
Soucieuse de concilier progrès économique et social avec le respect de l’environnement, DARVA est engagée dans une démarche RSE  sur les concepts du développement durable. Elle est certifiée ISO 14001, évaluée AFAQ 26000 et labellisée ENR (Entreprise Numérique Responsable).
Depuis 2016, DARVA propose OREA, acronyme d’outil pour les recommandés électroniques en assurance, une solution dématérialisée pour dématérialiser et industrialiser les démarches de résiliations entre assureurs. En 2016 également, DARVA poursuit l'élargissement du cercle de ses utilisateurs. Destinée au métier de l’assistance automobile, la plateforme NOMAD (nouvel outil de missionnement assisteurs dépanneurs), facilite le missionnement entre les assisteurs et leurs prestataires.
Depuis son origine, les messages échangés sont archivés et constituent aujourd’hui une base de données sur la sinistralité, unique en France. Cette base permet de réaliser des études statistiques et des tableaux de bord. Véritables outils de pilotage et d’aide à la décision, ces statistiques offrent un suivi précis de l’activité en termes de délai et de maîtrise des coûts. En 2018, DARVA propose DdyD « DATA by DARVA » , une plateforme décisionnelle pour visualiser, exploiter et valoriser la data.
Pour s’adapter aux configurations informatiques des utilisateurs, DARVA a élargi ses services à la dématérialisation des courriers entrants. Elle conjugue ainsi le traitement du courrier papier et les nouvelles technologies (EDI, Web services, etc.).
DARVA a traité près de 7,5 millions de dossiers sinistres IARD en 2018, dont plus de 5,6 millions en Auto et près de 2 millions dans le secteur de l'Habitation et de la Construction. En Santé, près de 55 millions de messages ont transité par ses  serveurs, soit 39,4 millions de décomptes traités.